# Oulampane
Oulampane est un village du Sénégal situé en Basse-Casamance, dans le Fogny, à proximité de la frontière avec la Gambie. C'est le chef-lieu de la communauté rurale d'Oulampane, dans l'arrondissement de Sindian, le département de Bignona et la région de Ziguinchor.
Lors du dernier recensement (2002), la localité comptait 1 911 habitants et 266 ménages.